# 447 f.Kr.

## Händelser

### Efter plats

#### Grekland
- Perikles leder atenska styrkor i en expedition för att fördriva barbarerna från den thrakiska halvön Gallipoli, för att sedan kunna anlägga atenska kolonier i området. Därmed inleder Perikles en "kleruchos"-politik ("utflyttning"). Detta är en form av kolonisation där fattiga och arbetslösa människor får hjälp att utvandra till nya områden.
- Ett uppror utbryter i Boiotien när oligarkerna från Thebe konspirerar mot stadens demokratiska gren. Atenarna under general Tolmides marscherar, med 1.000 hopliter plus andra trupper från sina allierade, in i Boiotien för att återta de städer, som har gjort uppror mot deras styre. De erövrar Chaironeia, men överfalls och besegras av boeotierna i slaget vid Koroneia. Därför tvingas atenarna ge upp kontrollen över Boiotien likaväl som Fokis och Lokris, vilka alla faller i händerna på de fientliga oligarker, som har lämnat det attiska sjöförbundet.
- Mellandelen av de långa murarna från Aten till hamnstaden Pireus färdigställs.

### Efter ämne

#### Arkitektur
- Perikles ger arkitekterna Kallikrates och Iktinos i uppdrag att formge ett större tempel på Parthenon och byggandet av det påbörjas strax därefter.